# A Dallas Stars 2013–2014-es szezonja
A Dallas Starsnak a 2013–2014-es szezon a 21. az alapítás óta. A csapat az észak-amerikai profi jégkorongligában, a National Hockey League-ben játszik. Az alapszakasz október 3-án kezdődött és április 13-án ért véget. A csapat bejutott a rájátszásba 2008 óta először. Az első körben kikapott az Anaheim Duckstől 4–2-es összesítésben.

## Szezon előtti átalakulások
2013. június 4-én a csapat bemutatta az új mezét és logóját. 2013. június 21-én kinevezték az új edzőt, Lindy Ruffot. A csapat legendás játékosának, Mike Modanónak a mezét, a 9-est, 2014. március 8-án, az ígérteknek megfelelően visszavonultatták a Minnesota Wild elleni mérkőzés előtt.
A Liga nagy döntéseket hozott és teljesen átrendezte a csapatok divíziókba való beosztását. Ennek köszönhetően a Stars elhagyta a Csendes-óceáni divíziót és a Központi divízióban folytatja a játékot.

## Előszezon
| # | Dátum          | Otthon                                 | Eredmény | Idegenben          | Hossz. | Kapus              | Nézőszám | Tabella | Pont |
| 1 | Szeptember 15. | Dallas Stars                           | 5 – 6    | St. Louis Blues    | SO     | Campbell           | 7,056    | 0–0–1   | 1    |
| 2 | Szeptember 18. | Dallas Stars                           | 3 – 2    | Florida Panthers   | SO     | Lehtonen/Nihlstorp | 6,532    | 1–0–1   | 3    |
| 3 | Szeptember 20. | Florida Panthers San Antonio városában | 1 – 4    | Dallas Stars       |        | Ellis              | N/A      | 2–0–1   | 5    |
| 4 | Szeptember 21. | St. Louis Blues                        | 3 – 2    | Dallas Stars       | HV     | Lehtonen           | 13,028   | 2–0–2   | 6    |
| 5 | Szeptember 24. | Colorado Avalanche                     | 3 – 5    | Dallas Stars       |        | Lehtonen           | N/A      | 3–0–2   | 8    |
| 6 | Szeptember 26. | Dallas Stars                           | 5 – 1    | Colorado Avalanche |        | Lehtonen           | 6,590    | 4–0–2   | 10   |
| 7 | Szeptember 27. | Edmonton Oilers                        | 0 – 4    | Dallas Stars       |        | Ellis              | N/A      | 5–0–2   | 12   |

## Alapszakasz

### Divízió tabella
|   | Központi divízió       | MSz | Gy | V  | HV | SzG | KG  | P   |
| - | ---------------------- | --- | -- | -- | -- | --- | --- | --- |
| 1 | Y – Colorado Avalanche | 82  | 52 | 22 | 8  | 250 | 220 | 112 |
| 2 | X – St. Louis Blues    | 82  | 52 | 23 | 7  | 248 | 191 | 111 |
| 3 | X – Chicago Blackhawks | 82  | 46 | 21 | 15 | 266 | 220 | 107 |
| 4 | X – Minnesota Wild     | 82  | 43 | 27 | 12 | 207 | 206 | 98  |
| 5 | X – Dallas Stars       | 82  | 40 | 31 | 11 | 235 | 228 | 91  |
| 6 | Nashville Predators    | 82  | 38 | 32 | 12 | 216 | 242 | 88  |
| 7 | Winnipeg Jets          | 82  | 37 | 35 | 10 | 227 | 237 | 84  |

### Nyugati főcsoport tabella
|   | Top 3 (Központi divízió) | MSz | Gy | V  | HV | SzG | KG  | P   |
| - | ------------------------ | --- | -- | -- | -- | --- | --- | --- |
| 1 | Y – Colorado Avalanche   | 82  | 52 | 22 | 8  | 250 | 220 | 112 |
| 2 | X – St. Louis Blues      | 82  | 52 | 23 | 7  | 248 | 191 | 111 |
| 3 | X – Chicago Blackhawks   | 82  | 46 | 21 | 15 | 267 | 220 | 107 |

|   | Top 3 (Csendes-óceáni divízió) | MSz | Gy | V  | HV | SzG | KG  | P   |
| - | ------------------------------ | --- | -- | -- | -- | --- | --- | --- |
| 1 | Z – Anaheim Ducks              | 82  | 54 | 20 | 8  | 266 | 209 | 116 |
| 2 | X – San Jose Sharks            | 82  | 51 | 22 | 9  | 249 | 200 | 111 |
| 3 | X – Los Angeles Kings          | 82  | 46 | 28 | 8  | 206 | 174 | 100 |

|      | Wild Card helyezés  | Div | MSz | Gy | V  | HV | SzG | KG  | P  |
| ---- | ------------------- | --- | --- | -- | -- | -- | --- | --- | -- |
| 1    | X – Minnesota Wild  | K   | 82  | 43 | 27 | 12 | 207 | 206 | 98 |
| 2    | X – Dallas Stars    | K   | 82  | 40 | 31 | 11 | 235 | 228 | 91 |
| 2.5  |                     |     |     |    |    |    |     |     |    |
| 3    | Phoenix Coyotes     | Cs  | 82  | 37 | 30 | 15 | 216 | 231 | 89 |
| 4    | Nashville Predators | K   | 82  | 38 | 32 | 12 | 216 | 242 | 88 |
| 5    | Winnipeg Jets       | K   | 82  | 37 | 35 | 10 | 227 | 237 | 84 |
| 6    | Vancouver Canucks   | Cs  | 82  | 36 | 35 | 11 | 196 | 223 | 83 |
| 7    | Calgary Flames      | Cs  | 82  | 35 | 40 | 7  | 209 | 241 | 77 |
| 8    | Edmonton Oilers     | Cs  | 82  | 29 | 44 | 9  | 203 | 270 | 67 |

### Mérkőzések

#### Október
| #  | Dátum       | Otthon             | Eredmény | Idegenben           | Hossz. | Kapus          | Nézőszám | Tabella | Pont |
| 1  | Október 3.  | Dallas Stars       | 2 – 4    | Florida Panthers    |        | Lehtonen       | 16,100   | 0–1–0   | 0    |
| 2  | Október 5.  | Dallas Stars       | 2 – 1    | Washington Capitals |        | Lehtonen       | 17,200   | 1–1–0   | 2    |
| 3  | Október 11. | Winnipeg Jets      | 1 – 4    | Dallas Stars        |        | Lehtonen/Ellis | 15,004   | 2–1–0   | 4    |
| 4  | Október 12. | Minnesota Wild     | 5 – 1    | Dallas Stars        |        | Ellis          | 18,278   | 2–2–0   | 4    |
| 5  | Október 15. | Colorado Avalanche | 3 – 2    | Dallas Stars        |        | Ellis          | 15,208   | 2–3–0   | 4    |
| 6  | Október 17. | Dallas Stars       | 4 – 3    | San Jose Sharks     | SO     | Ellis          | 14,898   | 3–3–0   | 6    |
| 7  | Október 19. | Los Angeles Kings  | 5 – 2    | Dallas Stars        |        | Ellis          | 18,118   | 3–4–0   | 6    |
| 8  | Október 20. | Anaheim Ducks      | 6 – 3    | Dallas Stars        |        | Campbell       | 14,531   | 3–5–0   | 6    |
| 9  | Október 24. | Dallas Stars       | 5 – 1    | Calgary Flames      |        | Lehtonen       | 13,122   | 4–5–0   | 8    |
| 10 | Október 24. | Dallas Stars       | 1 – 2    | Winnipeg Jets       | SO     | Lehtonen       | 13,875   | 4–5–1   | 9    |
| 11 | Október 28. | Buffalo Sabres     | 3 – 4    | Dallas Stars        |        | Lehtonen       | 18,295   | 5–5–1   | 11   |
| 12 | Október 29. | Montréal Canadiens | 2 – 1    | Dallas Stars        |        | Lehtonen       | 21,273   | 5–6–1   | 11   |

#### November
| #  | Dátum        | Otthon            | Eredmény | Idegenben          | Hossz. | Kapus          | Nézőszám | Tabella | Pont |
| 13 | November 1.  | Dallas Stars      | 2 – 3    | Colorado Avalanche | HV     | Lehtonen       | 15,223   | 5–6–2   | 12   |
| 14 | November 3.  | Ottawa Senators   | 3 – 4    | Dallas Stars       | SO     | Lehtonen       | 18,106   | 6–6–2   | 14   |
| 15 | November 5.  | Boston Bruins     | 3 – 2    | Dallas Stars       | SO     | Lehtonen       | 17,565   | 7–6–2   | 16   |
| 16 | November 7.  | Detroit Red Wings | 3 – 4    | Dallas Stars       | HGy    | Lehtonen       | 20,066   | 8–6–2   | 18   |
| 17 | November 9.  | Dallas Stars      | 2 – 5    | Chicago Blackhawks |        | Lehtonen       | 17,167   | 8–7–2   | 18   |
| 18 | November 13. | Edmonton Oilers   | 0 – 3    | Dallas Stars       |        | Lehtonen       | 16,839   | 9–7–2   | 20   |
| 19 | November 14. | Calgary Flames    | 3 – 7    | Dallas Stars       |        | Lehtonen       | 19,289   | 10–7–2  | 22   |
| 20 | November 17. | Vancouver Canucks | 1 – 2    | Dallas Stars       |        | Lehtonen       | 18,810   | 11–7–2  | 24   |
| 21 | November 21. | Dallas Stars      | 2 – 3    | New York Rangers   |        | Lehtonen       | 15,127   | 11–8–2  | 24   |
| 22 | November 23. | St. Louis Blues   | 6 – 1    | Dallas Stars       |        | Lehtonen/Ellis | 18,037   | 11–9–2  | 24   |
| 23 | November 26. | Dallas Stars      | 6 – 3    | Anaheim Ducks      |        | Ellis          | 15,792   | 12–9–2  | 26   |
| 24 | November 29. | Dallas Stars      | 1 – 2    | Chicago Blackhawks | SO     | Lehtonen       | 18,532   | 12–9–3  | 27   |

#### December
| #  | Dátum        | Otthon              | Eredmény | Idegenben           | Hossz. | Kapus          | Nézőszám | Tabella | Pont |
| 25 | December 1.  | Dallas Stars        | 2 – 3    | Edmonton Oilers     | SO     | Lehtonen       | 12,673   | 12–9–4  | 28   |
| 26 | December 3.  | Chicago Blackhawks  | 3 – 4    | Dallas Stars        |        | Lehtonen       | 21,411   | 13–9–4  | 30   |
| 27 | December 5.  | Toronto Maple Leafs | 3 – 2    | Dallas Stars        | SO     | Lehtonen       | 19,164   | 13–9–5  | 31   |
| 28 | December 7.  | Dallas Stars        | 5 – 1    | Philadelphia Flyers |        | Ellis          | 8,567    | 14–9–5  | 33   |
| 29 | December 10. | Dallas Stars        | 2 – 6    | Chicago Blackhawks  |        | Lehtonen/Ellis | 12,542   | 14–10–5 | 33   |
| 30 | December 12. | Nashville Predators | 3 – 1    | Dallas Stars        |        | Lehtonen       | 16,347   | 14–11–5 | 33   |
| 31 | December 14. | Winnipeg Jets       | 4 – 6    | Dallas Stars        |        | Lehtonen       | 15,004   | 15–11–5 | 35   |
| 32 | December 16. | Colorado Avalanche  | 6 – 2    | Dallas Stars        |        | Lehtonen       | 13,915   | 15–12–5 | 35   |
| 33 | December 17. | Dallas Stars        | 3 – 2    | Colorado Avalanche  |        | Ellis          | 15,143   | 16–12–5 | 37   |
| 34 | December 19. | Dallas Stars        | 4 – 1    | Vancouver Canucks   |        | Lehtonen       | 15,644   | 17–12–5 | 39   |
| 35 | December 21. | San Jose Sharks     | 3 – 2    | Dallas Stars        | SO     | Lehtonen       | 17,562   | 17–12–6 | 40   |
| 36 | December 23. | Los Angeles Kings   | 2 – 5    | Dallas Stars        |        | Lehtonen       | 18,274   | 18–12–6 | 42   |
| 37 | December 27. | Dallas Stars        | 4 – 1    | Nashville Predators |        | Lehtonen       | 17,197   | 19–12–6 | 44   |
| 38 | December 29. | Dallas Stars        | 2 – 3    | St. Louis Blues     | HV     | Lehtonen       | 15,678   | 19–12–7 | 45   |
| 39 | December 31. | Dallas Stars        | 3 – 2    | Los Angeles Kings   |        | Lehtonen       | 15,610   | 20–12–7 | 47   |

#### Január
| #  | Dátum      | Otthon              | Eredmény | Idegenben           | Hossz. | Kapus          | Nézőszám | Tabella | Pont |
| 40 | Január 2.  | Dallas Stars        | 4 – 6    | Montréal Canadiens  |        | Lehtonen       | 13,007   | 20–13–7 | 47   |
| 41 | Január 4.  | Dallas Stars        | 1 – 5    | Detroit Red Wings   |        | Ellis/Lehtonen | 17,232   | 20–14–7 | 47   |
| 42 | Január 6.  | New York Islanders  | 7 – 3    | Dallas Stars        |        | Lehtonen       | 11,111   | 20–15–7 | 47   |
| 43 | Január 9.  | New Jersey Devils   | 1 – 0    | Dallas Stars        |        | Lehtonen       | 14,252   | 20–16–7 | 47   |
| 44 | Január 10. | New York Rangers    | 3 – 2    | Dallas Stars        |        | Lehtonen       | 18,006   | 20–17–7 | 47   |
| 45 | Január 12. | Dallas Stars        | 2 – 4    | New York Islanders  |        | Ellis          | 13,765   | 20–18–7 | 47   |
| 46 | Január 14. | Dallas Stars        | 5 – 2    | Edmonton Oilers     |        | Lehtonen       | 12,823   | 21–18–7 | 49   |
| 47 | Január 16. | Dallas Stars        | 2 – 4    | Boston Bruins       |        | Lehtonen       | 16,890   | 21–19–7 | 49   |
| 48 | Január 18. | Minnesota Wild      | 3 – 2    | Dallas Stars        | HV     | Lehtonen       | 19,192   | 21–19–8 | 50   |
| 49 | Január 20. | Nashville Predators | 4 – 1    | Dallas Stars        |        | Lehtonen       | 16,190   | 21–20–8 | 50   |
| 50 | Január 21. | Dallas Stars        | 4 – 0    | Minnesota Wild      |        | Lehtonen       | 11,191   | 22–20–8 | 52   |
| 51 | Január 23. | Dallas Stars        | 7 – 1    | Toronto Maple Leafs |        | Lehtonen       | 13,678   | 23–20–8 | 54   |
| 52 | Január 25. | Dallas Stars        | 3 – 0    | Pittsburgh Penguins |        | Lehtonen       | 18,532   | 24–20–8 | 56   |
| 53 | Január 27. | Dallas Stars        | 3 – 4    | Colorado Avalanche  |        | Lehtonen       | 11,678   | 24–21–8 | 56   |
| 54 | Január 30. | Dallas Stars        | 2 – 3    | New Jersey Devils   | HV     | Lehtonen       | 14,237   | 24–21–9 | 57   |

#### Február
| #  | Dátum       | Otthon          | Eredmény | Idegenben           | Hossz. | Kapus    | Nézőszám | Tabella  | Pont |
| 55 | Február 1.  | Anaheim Ducks   | 0 – 2    | Dallas Stars        |        | Ellis    | 17,174   | 25–21–9  | 59   |
| 56 | Február 4.  | Phoenix Coyotes | 1 – 3    | Dallas Stars        |        | Lehtonen | 12,257   | 26–21–9  | 61   |
| 57 | Február 5.  | San Jose Sharks | 2 – 1    | Dallas Stars        | HV     | Lehtonen | 17,562   | 26–21–10 | 62   |
| 58 | Február 8.  | Dallas Stars    | 2 – 1    | Phoenix Coyotes     |        | Lehtonen | 18,532   | 27–21–10 | 64   |
| 59 | Február 27. | Dallas Stars    | 4 – 1    | Carolina Hurricanes |        | Lehtonen | 16,122   | 28–21–10 | 66   |

#### Március
- A március 10-én megrendezett Columbus Blue Jackets elleni hazai mérkőzés közben Rick Peverley összeesett a kispadon és azonnal kórházba szállították. A mérkőzés félbeszakadt.[5]

| #   | Dátum       | Otthon                | Eredmény | Idegenben             | Hossz. | Kapus            | Nézőszám | Tabella  | Pont |
| 60  | Március 1.  | Dallas Stars          | 2 – 4    | Tampa Bay Lightning   |        | Lehtonen         | 15,897   | 28–22–10 | 66   |
| 61  | Március 3.  | Dallas Stars          | 3 – 2    | Buffalo Sabres        |        | Lehtonen         | 14,235   | 29–22–10 | 68   |
| 62  | Március 4.  | Columbus Blue Jackets | 4 – 2    | Dallas Stars          |        | Ellis            | 15,651   | 29–23–10 | 68   |
| 63  | Március 6.  | Dallas Stars          | 6 – 1    | Vancouver Canucks     |        | Lehtonen         | 14,634   | 30–23–10 | 70   |
| 64  | Március 8.  | Dallas Stars          | 4 – 3    | Minnesota Wild        |        | Lehtonen/Thomas  | 19,109   | 31–23–10 | 72   |
| 65* | Március 10. | Dallas Stars          |          | Columbus Blue Jackets |        | Thomas           |          | 31–23–10 | 72   |
| 66  | Március 11. | St. Louis Blues       | 2 – 3    | Dallas Stars          | HGy    | Thomas           | 16,763   | 32–23–10 | 74   |
| 67  | Március 14. | Dallas Stars          | 3 – 4    | Calgary Flames        | SO     | Thomas           | 18,532   | 32–23–11 | 75   |
| 68  | Március 16. | Winnipeg Jets         | 7 – 2    | Dallas Stars          |        | Thomas/Nihlstrop | 15,004   | 32–24–11 | 75   |
| 69  | Március 18. | Pittsburgh Penguins   | 5 – 1    | Dallas Stars          |        | Lehtonen         | 18,659   | 32–25–11 | 75   |
| 70  | Március 20. | Philadelphia Flyers   | 4 – 2    | Dallas Stars          |        | Thomas           | 19,831   | 32–26–11 | 75   |
| 71  | Március 22. | Dallas Stars          | 3 – 1    | Ottawa Senators       |        | Lehtonen         | 16,714   | 33–26–11 | 77   |
| 72  | Március 24. | Dallas Stars          | 2 – 1    | Winnipeg Jets         |        | Lehtonen         | 15,967   | 34–26–11 | 79   |
| 73  | Március 25. | Chicago Blackhawks    | 4 – 2    | Dallas Stars          |        | Lehtonen         | 21,493   | 34–27–11 | 79   |
| 74  | Március 28. | Dallas Stars          | 7 – 3    | Nashville Predators   |        | Lehtonen         | 18,532   | 35–27–11 | 81   |
| 75  | Március 29. | St. Louis Blues       | 2 – 4    | Dallas Stars          |        | Lehtonen         | 19,703   | 36–27–11 | 83   |

#### Április
- A március 10-én félbeszakadt mérkőzést április 9-én rendezték meg.

| #   | Dátum       | Otthon              | Eredmény | Idegenben             | Hossz. | Kapus           | Nézőszám | Tabella  | Pont |
| 76  | Április 1.  | Washington Capitals | 0 – 5    | Dallas Stars          |        | Lehtonen        | 18,506   | 37–27–11 | 85   |
| 77  | Április 3.  | Carolina Hurricanes | 4 – 1    | Dallas Stars          |        | Lehtonen/Thomas | 15,730   | 37–28–11 | 85   |
| 78  | Április 5.  | Tampa Bay Lightning | 2 – 5    | Dallas Stars          |        | Lehtonen        | 19,204   | 38–27–11 | 87   |
| 79  | Április 6.  | Florida Panthers    | 3 – 2    | Dallas Stars          |        | Lehtonen        | 13,366   | 38–29–11 | 87   |
| 80  | Április 8.  | Dallas Stars        | 3 – 2    | Nashville Predators   | SO     | Lehtonen        | 16,219   | 39–29–11 | 89   |
| 65* | Április 9.  | Dallas Stars        | 1 – 3    | Columbus Blue Jackets |        | Thomas          | 16,125   | 39–30–11 | 89   |
| 81  | Április 11. | Dallas Stars        | 3 – 0    | St. Louis Blues       |        | Lehtonen        | 18,532   | 40–30–11 | 91   |
| 82  | Április 13. | Phoenix Coyotes     | 2 – 1    | Dallas Stars          |        | Thomas          | 15,146   | 40–31–11 | 91   |

## Rájátszás
A Dallas Stars bejutott a rájátszásba, 2008 óta először.

### Nyugati konferencia negyeddöntő:Anaheim Ducksvs.Dallas Stars
Az Anaheim Ducks jutott tovább 4–2-es összesítéssel.
| # | Dátum       | Otthon        | Eredmény | Idegenben     | Hossz. | Kapus           | Nézőszám | Állás |
| 1 | Április 16. | Anaheim Ducks | 4 – 3    | Dallas Stars  |        | Lehtonen        | 17,294   | 1 – 0 |
| 2 | Április 18. | Anaheim Ducks | 3 – 2    | Dallas Stars  |        | Lehtonen        | 17,426   | 2 – 0 |
| 3 | Április 21. | Dallas Stars  | 3 – 0    | Anaheim Ducks |        | Lehtonen        | 19,120   | 2 – 1 |
| 4 | Április 23. | Dallas Stars  | 4 – 2    | Anaheim Ducks |        | Lehtonen        | 18,962   | 2 – 2 |
| 5 | Április 25. | Anaheim Ducks | 6 – 2    | Dallas Stars  |        | Lehtonen/Thomas | 17,334   | 3 – 2 |
| 6 | Április 27. | Dallas Stars  | 4 – 5    | Anaheim Ducks | HV     | Lehtonen        | 19,323   | 4 – 2 |

## Kanadai táblázat

### Mezőnyjátékosok
| Játékos            | MSz | G  | A  | P  | +/- | BP  |
| ------------------ | --- | -- | -- | -- | --- | --- |
| Tyler Seguin       | 80  | 37 | 47 | 84 | 16  | 18  |
| Jamie Benn         | 81  | 34 | 45 | 79 | 21  | 64  |
| Alex Goligoski     | 81  | 6  | 36 | 42 | 9   | 28  |
| Alex Chiasson      | 79  | 13 | 22 | 35 | -21 | 38  |
| Cody Eakin         | 81  | 16 | 19 | 35 | -9  | 36  |
| Valerij Nyicsuskin | 79  | 14 | 20 | 34 | 20  | 8   |
| Ray Whitney        | 69  | 9  | 23 | 32 | -6  | 14  |
| Ryan Garbutt       | 75  | 17 | 15 | 32 | 10  | 106 |
| Rich Peverley      | 62  | 7  | 23 | 30 | -3  | 15  |
| Erik Cole          | 75  | 16 | 13 | 29 | -17 | 20  |
| Antoine Roussel    | 81  | 14 | 15 | 29 | -1  | 209 |
| Trevor Daley       | 67  | 9  | 16 | 25 | 10  | 38  |
| Vernon Fiddler     | 76  | 6  | 17 | 23 | 3   | 37  |
| Szergej Goncsar    | 76  | 2  | 20 | 22 | -12 | 20  |
| Shawn Horcoff      | 77  | 7  | 13 | 20 | 1   | 52  |
| Jordie Benn        | 78  | 3  | 17 | 20 | 16  | 30  |
| Brenden Dillon     | 80  | 6  | 11 | 17 | 9   | 86  |
| Colton Sceviour    | 26  | 8  | 4  | 12 | -3  | 4   |
| Kevin Connauton    | 36  | 1  | 7  | 8  | -6  | 16  |
| Stéphane Robidas‡  | 24  | 4  | 1  | 5  | 7   | 12  |
| Dustin Jeffrey     | 24  | 2  | 1  | 3  | -2  | 0   |
| Lane MacDermid‡    | 6   | 0  | 2  | 2  | 2   | 5   |
| Maxime Fortunus    | 1   | 0  | 1  | 1  | 1   | 0   |
| Aaron Rome         | 25  | 0  | 1  | 1  | -6  | 11  |
| Travis Morin       | 4   | 0  | 1  | 1  | 2   | 0   |
| Chris Mueller      | 9   | 0  | 0  | 0  | -2  | 0   |
| Cameron Gaunce     | 9   | 0  | 0  | 0  | 1   | 7   |
| Patrik Nemeth      | 8   | 0  | 0  | 0  | -3  | 6   |
| Jamie Oleksiak     | 7   | 0  | 0  | 0  | -3  | 2   |

| Játékos            | MSz | G | A | P | +/- | BP |
| ------------------ | --- | - | - | - | --- | -- |
| Shawn Horcoff      | 6   | 1 | 5 | 6 | 5   | 5  |
| Trevor Daley       | 6   | 2 | 3 | 5 | 5   | 16 |
| Jamie Benn         | 6   | 4 | 1 | 5 | 1   | 4  |
| Cody Eakin         | 6   | 2 | 3 | 5 | 2   | 0  |
| Alex Goligoski     | 6   | 1 | 3 | 4 | 7   | 8  |
| Vernon Fiddler     | 6   | 1 | 2 | 3 | -1  | 24 |
| Colton Sceviour    | 6   | 1 | 2 | 3 | 2   | 0  |
| Jordie Benn        | 6   | 0 | 3 | 3 | 1   | 2  |
| Antoine Roussel    | 6   | 0 | 3 | 3 | 3   | 27 |
| Tyler Seguin       | 6   | 1 | 2 | 3 | 1   | 0  |
| Ryan Garbutt       | 6   | 3 | 0 | 3 | 2   | 25 |
| Alex Chiasson      | 6   | 1 | 1 | 2 | -7  | 2  |
| Valerij Nyicsuskin | 6   | 1 | 1 | 2 | 1   | 2  |
| Ray Whitney        | 5   | 0 | 0 | 0 | -1  | 0  |
| Szergej Goncsar    | 6   | 0 | 0 | 0 | -3  | 4  |
| Erik Cole          | 3   | 0 | 0 | 0 | -3  | 2  |
| Aaron Rome         | 1   | 0 | 0 | 0 | -1  | 0  |
| Chris Mueller      | 4   | 0 | 0 | 0 | -2  | 2  |
| Kevin Connauton    | 4   | 0 | 0 | 0 | 0   | 16 |
| Brenden Dillon     | 2   | 0 | 0 | 0 | -2  | 2  |
| Patrik Nemeth      | 5   | 0 | 0 | 0 | -2  | 12 |

### Kapusok
| Játékos             | MSz | KMSz | JI   | Gy | V  | HV | KG  | KGÁ  | Lö   | VH%  | SO | G | A | B |
| ------------------- | --- | ---- | ---- | -- | -- | -- | --- | ---- | ---- | ---- | -- | - | - | - |
| Kari Lehtonen       | 65  | 64   | 3804 | 33 | 20 | 10 | 153 | 2.41 | 1888 | .919 | 5  | 0 | 4 | 4 |
| Dan Ellis‡          | 14  | 11   | 690  | 5  | 6  | 0  | 35  | 3.04 | 349  | .900 | 1  | 0 | 1 | 0 |
| Tim Thomas†         | 8   | 6    | 364  | 2  | 4  | 1  | 18  | 2.97 | 184  | .902 | 0  | 0 | 0 | 0 |
| Jack Campbell       | 1   | 1    | 60   | 0  | 1  | 0  | 6   | 6.00 | 47   | .872 | 0  | 0 | 0 | 0 |
| Cristopher Nilstorp | 1   | 0    | 39   | 0  | 0  | 0  | 3   | 4.62 | 17   | .824 | 0  | 0 | 0 | 0 |

| Játékos       | MSz | KMSz | JI  | Gy | V | KG | KGÁ  | Lö  | VH%  | SO | G | A | B |
| ------------- | --- | ---- | --- | -- | - | -- | ---- | --- | ---- | -- | - | - | - |
| Kari Lehtonen | 6   | 6    | 346 | 2  | 4 | 19 | 3.29 | 165 | .885 | 1  | 0 | 1 | 0 |
| Tim Thomas    | 1   | 0    | 15  | 0  | 0 | 1  | 4.00 | 2   | .500 | 0  | 0 | 0 | 0 |

†Szezon közben érkezett, a statisztikák csak a Starsban lejátszott mérkőzésekre érvényesek

‡Szezon közben eligazolt

## Díjak, mérföldkövek, rekordok

### Díjak
| Alapszakasz   |                            |                       |
| Játékos       | Díj                        | Dátum                 |
| Kari Lehtonen | 1. legjobb játékos a héten | 2014. január 20.– 26. |
| Kari Lehtonen | 2. legjobb játékos a héten | 2014. február 3.– 9.  |
| Jamie Benn    | Első All-Star Csapat       | 2014. június 24.      |

### Mérföldkövek

#### Alapszakasz
A Dallas Starsnak a Phoenix Coyotes elleni 2014. február 4-i alapszakasz mérkőzésen szerzett győzelme a 800. volt a csapat történetében.
| Alapszakasz        |                                         |                    |
| Játékos            | Mérföldkő                               | Dátum              |
| Valerij Nyicsuskin | Első NHL-mérkőzés                       | 2013. október 3.   |
| Shawn Horcoff      | 800. NHL-mérkőzés                       | 2013. október 12.  |
| Dan Ellis          | 10,000. NHL-játékperc                   | 2013. október 17.  |
| Jamie Benn         | 200. NHL-pont                           | 2013. október 19.  |
| Jack Campbell      | Első NHL-mérkőzés                       | 2013. október 20.  |
| Valerij Nyicsuskin | Első NHL-pont Első NHL-assziszt         | 2013. október 20.  |
| Kevin Connauton    | Első NHL-mérkőzés                       | 2013. október 24.  |
| Lane MacDermid     | Első NHL-assziszt                       | 2013. október 26.  |
| Valerij Nyicsuskin | Első NHL-gól                            | 2013. november 3.  |
| Kari Lehtonen      | 23. NHL-shutout                         | 2013. november 13. |
| Tyler Seguin       | 2. NHL-mesterhármas 1. NHL-mesternégyes | 2013. november 14. |
| Vernon Fiddler     | 600 NHL-mérkőzés                        | 2013. november 17. |
| Rich Peverley      | 400. NHL-mérkőzés                       | 2013. november 21. |
| Cody Eakin         | 100. NHL-mérkőzés                       | 2013. november 23. |
| Szergej Goncsar    | 1200. NHL-mérkőzés                      | 2013. november 26. |
| Kari Lehtonen      | 400. NHL-mérkőzés                       | 2013. december 3.  |
| Kevin Connauton    | Első NHL-pont Első NHL-assziszt         | 2013. december 5.  |
| Tyler Seguin       | 3. NHL-mesterhármas                     | 2013. december 7.  |
| Colton Sceviour    | Első NHL-gól                            | 2013. december 14. |
| Kevin Connauton    | Első NHL-gól                            | 2013. december 16. |
| Maxime Fortunus    | Első NHL-pont Első NHL-assziszt         | 2013. december 23. |
| Jamie Benn         | 300. NHL-mérkőzés                       | 2013. december 27. |
| Ray Whitney        | 1300. NHL-mérkőzés                      | 2014. január 14.   |
| Kari Lehtonen      | 24. NHL-shutout                         | 2014. január 21.   |
| Erik Cole          | 800. NHL-mérkőzés                       | 2014. január 23.   |
| Brenden Dillon     | 100. NHL-mérkőzés                       | 2014. január 23.   |
| Ryan Garbutt       | 100. NHL-mérkőzés                       | 2014. január 23.   |
| Jamie Benn         | 100. NHL-gól                            | 2014. január 23.   |
| Kari Lehtonen      | 200. NHL-győzelem                       | 2014. január 23.   |
| Kari Lehtonen      | 25. NHL-shutout                         | 2014. január 25.   |
| Dan Ellis          | 14. NHL-shutout                         | 2014. február 1.   |
| Lindy Ruff (edző)  | 600. NHl-győzelem                       | 2014. március 3.   |
| Tyler Seguin       | 100. NHL-assziszt                       | 2014. március 6.   |
| Tyler Seguin       | 4. NHL-mesterhármas                     | 2014. március 6.   |
| Vernon Fiddler     | 200. NHL-pont                           | 2014. március 29.  |
| Patrik Nemeth      | Első NHL-mérkőzés                       | 2014. április 1.   |
| Jordie Benn        | 100. NHL-mérkőzés                       | 2014. április 1.   |
| Alex Goligoski     | 200. NHL-pont                           | 2014. április 1.   |
| Kari Lehtonen      | 26. NHL-shutout                         | 2014. április 1.   |
| Tyler Seguin       | 200. NHL-pont                           | 2014. április 5.   |
| Kari Lehtonen      | 27. NHL-shutout                         | 2014. április 11.  |

#### Rájátszás
| Rájátszás          |                                                                |                   |
| Játékos            | Mérföldkő                                                      | Dátum             |
| Jamie Benn         | Első NHL-mérkőzés Első NHL-pont Első NHL-gól                   | 2014. április 16. |
| Colton Sceviour    | Első NHL-mérkőzés Első NHL-pont Első NHL-gól Első NHL-assziszt | 2014. április 16. |
| Alex Chiasson      | Első NHL-mérkőzés Első NHL-pont Első NHL-assziszt              | 2014. április 16. |
| Cody Eakin         | Első NHL-mérkőzés Első NHL-pont Első NHL-assziszt              | 2014. április 16. |
| Jordie Benn        | Első NHL-mérkőzés Első NHL-pont Első NHL-assziszt              | 2014. április 16. |
| Trevor Daley       | Első NHL-assziszt                                              | 2014. április 16. |
| Valerij Nyicsuskin | Első NHL-mérkőzés Első NHL-pont Első NHL-assziszt              | 2014. április 16. |
| Ryan Garbutt       | Első NHL-mérkőzés                                              | 2014. április 16. |
| Antoine Roussel    | Első NHL-mérkőzés                                              | 2014. április 16. |
| Patrik Nemeth      | Első NHL-mérkőzés                                              | 2014. április 16. |
| Kevin Connauton    | Első NHL-mérkőzés                                              | 2014. április 18. |
| Alex Chiasson      | Első NHL-gól                                                   | 2014. április 18. |
| Jamie Benn         | Első NHL-assziszt                                              | 2014. április 18. |
| Ryan Garbutt       | Első NHL-pont Első NHL-gól                                     | 2014. április 18. |
| Antoine Roussel    | Első NHL-pont Első NHL-assziszt                                | 2014. április 18. |
| Chris Mueller      | Első NHL-mérkőzés                                              | 2014. április 21. |
| Valerij Nyicsuskin | Első NHL-gól                                                   | 2014. április 21. |
| Kari Lehtonen      | Első NHL-győzelem Első NHL-sutout                              | 2014. április 21. |
| Cody Eakin         | Első NHL-gól                                                   | 2014. április 23. |

## Játékoscserék

### Cserék
| Dátum              | Részletek                                                                        | Részletek                                                                  |
| 2013. július 4.    | A Boston Bruinsnak Loui Eriksson Reilly Smith Matt Fraser Joe Morrow             | A Dallas Starsnak Tyler Seguin Rich Peverley Ryan Button                   |
| 2013. július 5.    | Az Edmonton Oilersnek Philip Larsen Hetedik körös draftjog a 2016-os NHL-drafton | A Dallas Starsnak Shawn Horcoff                                            |
| 2013. november 22. | A Calgary Flamesnek Lane MacDermid                                               | A Dallas Starsnak Hatodik körös draftjog a 2014-es NHL-drafton             |
| 2014. március 4.   | Anaheim Ducks Stéphane Robidas                                                   | A Dallas Starsnak Feltételes negyedik körös draftjog a 2014-es NHL-drafton |
| 2014. március 5.   | A Florida Panthersnek Dan Ellis                                                  | A Dallas Starsnak Tim Thomas                                               |

### Igazolt szabadügynökök
| Játékos        | Volt csapata        | Szerződés adatai   |
| Dan Ellis      | Carolina Hurricanes | 2 év, $1.8 millió  |
| Chris Mueller  | Nashville Predators | 1 év, $600,000     |
| Justin Dowling | Texas Stars         | 2 év, $1.22 millió |

### Elvesztett szabadügynökök
| Játékos         | Új csapat           | Szerződés adatai |
| Eric Nystrom    | Nashville Predators | 4 év, $10 millió |
| Richard Bachman | Edmonton Oilers     | 1 év, $625,000   |

### Szerzett játékosok
| játékos        | Volt csapat         | A szerződés ideje  |
| Dustin Jeffrey | Pittsburgh Penguins | 2013. november 17. |

### Elengedett játékos
| Játékos     | Új csapat       | A szerződés felbontásának ideje |
| Luke Gazdic | Edmonton Oilers | 2013. szeptember 29.            |

### Igazolt játékosok
| Játékos             | Dátum             | Szerződés adatai                 |
| ------------------- | ----------------- | -------------------------------- |
| Luke Gazdic         | 2013. július 2.   | 1 év, $635,000                   |
| Lane MacDermid      | 2013. július 2.   | 1 év, $660,000                   |
| Jordie Benn         | 2013. július 3.   | 3 év, $2.1 millió                |
| Valerij Nyicsuskin  | 2013. július 6.   | 3 év, $2.775 millió              |
| Ryan Garbutt        | 2014. január 29.  | 3 év, $1.8 millió (hosszabbítás) |
| Colton Sceviour     | 2014. február 28. | 2 év, $1.3 millió (hosszabbítás) |
| Alex Guptill        | 2014. március 27. | 2 év, $1.63 millió               |
| Branden Troock      | 2014. április 15. | 3 év, $1.91 millió               |
| Philippe Desrosiers | 2014. április 19. | 3 év, $2.775 millió              |
| Esa Lindell         | 2014. május 7.    | 3 év, $2.775 millió              |
| Henri Kiviaho       | 2014. május 23.   | 3 év, $1.835 millió              |
| Jason Dickinson     | 2014. május 29.   | 3 év, $2.775 millió              |
| Gemel Smith         | 2014. május 31.   | 3 év, $2.1 millió                |

## Draft
| Kör | #   | Játékos             | Poszt       | Nemzetiség  | Főiskola/Junior/Klub csapat (Liga) |
| --- | --- | ------------------- | ----------- | ----------- | ---------------------------------- |
| 1   | 10  | Valerij Nyicsuskin  | Jobb szélső | Oroszország | HC Dinamo Moszkva (KHL)            |
| 1   | 29  | Jason Dickinson     | Center      | Kanada      | Guelph Storm (OHL)                 |
| 2   | 40  | Remi Elie           | Bal szélső  | Kanada      | London Knights (OHL)               |
| 2   | 54  | Philippe Desrosiers | Kapus       | Kanada      | Rimouski Océanic (QMJHL)           |
| 3   | 68  | Niklas Hansson      | Védő        | Svédország  | Rögle BK J20 (J20 SuperElit)       |
| 4   | 101 | Nicholas Paul       | Bal szélső  | Kanada      | Brampton Battalion (OHL)           |
| 5   | 131 | Cole Ully           | Bal szélső  | Kanada      | Kamloops Blazers (WHL)             |
| 5   | 149 | Matej Paulovič      | Bal szélső  | Szlovákia   | Färjestad BK J20 (J20 SuperElit)   |
| 7   | 182 | Aleksi Mäkelä       | Védő        | Finnország  | Ilves (SM-liiga)                   |